# 美年大健康
美年大健康产业控股股份有限公司（深交所：002044）又稱美年健康，是中華人民共和國一家體檢公司，总部位于上海。2004年，天亿投资創始人俞熔在上海市第六人民医院原院长林发雄的引導下，與搜罗网络共同創辦美年健康。旗下體檢品牌有美年大健康、慈铭体检、奥亚、美兆。2015年7月，美年大健康借壳江苏三友上市。根據2023年年报，美年健康在中華人民共和國32个省份、290个城市開設600余家体检中心。2021年4月12日晚间，美年健康宣佈其當年一季度亏损額位於3.8亿至4.3亿元之間。2023年10月31日，美年健康发布2023年第三季度报告。本季前三季度，美年健康实现营收72.17亿元，同比增长24.81%；归属于上市公司股东的净利润为2.26亿元，同比增长158.1%，实现扭亏为盈。

## 外部連結
- 官方网站